# Fritz Reiner
Frederick Martin "Fritz" Reiner, född 19 december 1888 i Budapest, död 15 november 1963 i New York, var en ungersk–amerikansk dirigent.
Reiner emigrerade till USA 1921, och ledde orkestrar som Cincinnati Symphony Orchestra, Pittsburgh Symphony och Chicago Symphony Orchestra.

## Fotnoter
1. 1 2  Encyclopædia Britannica, Encyclopædia Britannica Online-ID: biography/Fritz-Reinertopic/Britannica-Online, läst: 9 oktober 2017.[källa från Wikidata]
2. 1 2  SNAC, SNAC Ark-ID: w6xs641h, läs online, läst: 9 oktober 2017.[källa från Wikidata]
3. 1 2  Find a Grave, Find A Grave-ID: 46513802, läs online, läst: 9 oktober 2017.[källa från Wikidata]
4. 1 2  arkiv Storico Ricordi, Archivio Storico Ricordi person-ID: 12400, läst: 3 december 2020.[källa från Wikidata]
5. ↑  Find a Grave, Find A Grave-ID: 46513802, läs online, läst: 18 april 2022.[källa från Wikidata]